# Casa di Giove

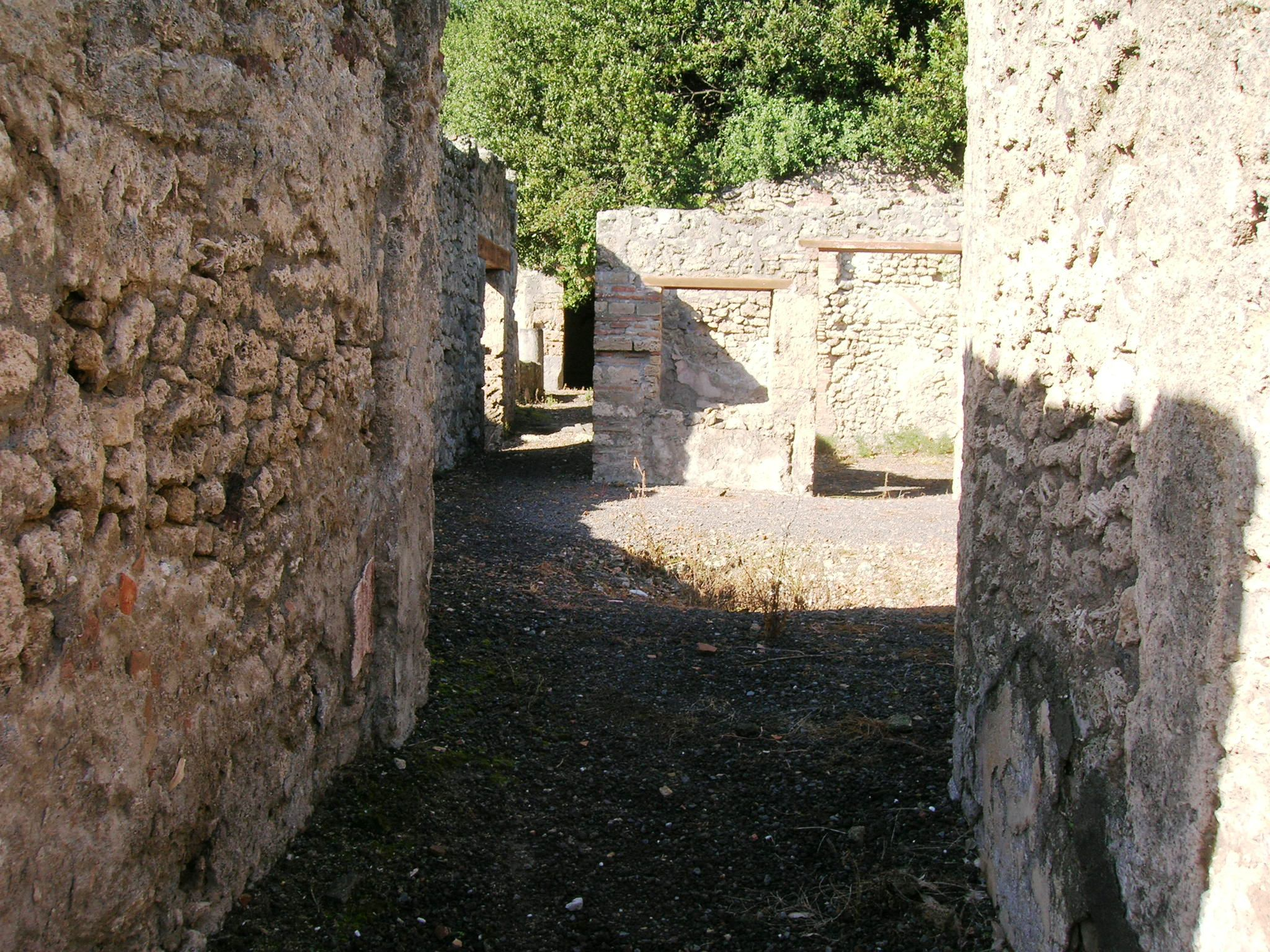
Casa di Giove

La casa di Giove è una casa di epoca romana, sepolta durante l'eruzione del Vesuvio del 79 e ritrovata a seguito degli scavi archeologici dell'antica Pompei.
Occupa la Insula 2 della Regio V.

## Storia
Il larario della domus (la quale deve il suo nome ad un affresco di quest'ultimo, situato nell'hortus e raffigurante l'omonima divinità) fu rinvenuto durante gli scavi dell’XIX secolo.
Nel 79, la domus era in fase di ristrutturazione, e, successivamente, durante gli scavi, gli archeologi hanno individuato dei cunicoli, risalenti a precedenti scavi.

## Descrizione
Nella domus è stato scoperto un atrio centrale, un vestibolo, e un colonnato, seguito da tre ambienti. Gli ambienti e l'atrio sono contornati da decorazioni risalenti al II secolo a.C., "riquadri in stucco dipinti di rosso, nero, giallo, verde, e cornici con modanature dentellate". Nell’atrio è stato rinvenuto un fregio dorico in stucco, con rifiniture in blu e rosso, in parte conservato a causa del crollo.
I pavimenti della domus, invece, sono di cemento e ceramica, con "tessere marmoree bianche disposte a intervalli regolari o con scaglie di marmo collocate irregolarmente". In due ambienti, invece, "la parte centrale del pavimento è decorata da eccezionali riquadri a mosaico rettangolari" ritraenti, probabilmente, miti a carattere astrologico. probabilmente la domus subì un incendio nei pressi della Casa delle Nozze d’Argento, il quale annerì la parete affrescata, elementi di arredo e un letto.
Antistante una porzione della domus, definita "avancorpo", è provvista di due colonne (delle quali una perduta) "in muratura con un capitello in tufo grigio", e una scalinata e, infine, "un ampio camminamento".